# Élections législatives suédoises de 1988
 (février 2019).
Si vous disposez d'ouvrages ou d'articles de référence ou si vous connaissez des sites web de qualité traitant du thème abordé ici, merci de compléter l'article en donnant les références utiles à sa vérifiabilité et en les liant à la section « Notes et références ».

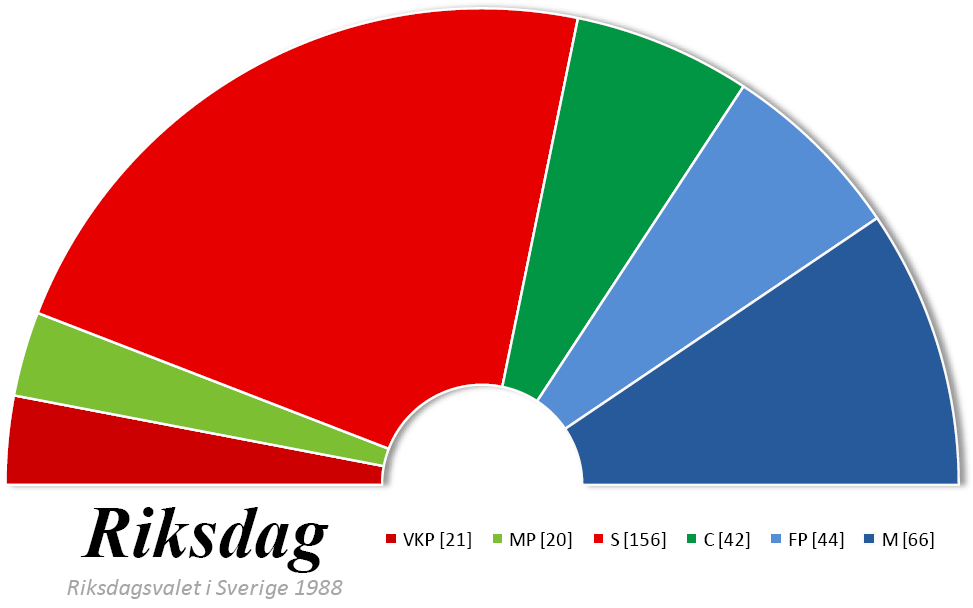
Le Riksdag après les élections.

Parti arrivé en tête par municipalité.

Les élections législatives suédoises de 1988 se sont déroulées le 18 septembre 1988. Elles se soldent par une victoire du Parti social-démocrate, qui permet à Ingvar Carlsson de rester Premier ministre.
Ces élections marquent l'entrée au Riksdag du Parti de l'environnement, qui emporte 20 sièges. C'est la première fois depuis 1936 qu'un sixième parti est représenté au Parlement suédois.

## Résultats
|                           |                                         |           |       |      |        |               |  |  |  |
| Parti                     | Parti                                   | Votes     | %     | +/−  | Sièges | +/−           |  |  |  |
|                           | Parti social-démocrate (S)              | 2 321 826 | 43,21 | 1,47 | 156    | 3             |  |  |  |
|                           | Modérés (M)                             | 983 226   | 18,30 | 3,03 | 66     | 10            |  |  |  |
|                           | Parti du peuple (FP)                    | 655 720   | 12,20 | 2,03 | 44     | 7             |  |  |  |
|                           | Parti du centre (C)                     | 607 240   | 11,30 | 2,48 | 42     | 1             |  |  |  |
|                           | Parti de gauche - Les communistes (VPK) | 314 031   | 5,84  | 0,48 | 21     | 2             |  |  |  |
|                           | Parti de l'environnement Les Verts (MP) | 296 935   | 5,53  | 4,03 | 20     | 20            |  |  |  |
|                           | Unité chrétienne démocrate (KDS)        | 158 182   | 2,94  | 0,58 | 0      | 1             |  |  |  |
|                           | Autres partis                           | 36 559    | 0,68  | –    | 0      | en stagnation |  |  |  |
|                           |                                         |           |       |      |        |               |  |  |  |
| Votes valides             | Votes valides                           | 5 373 719 | 98,76 |      |        |               |  |  |  |
| Votes blancs et invalides | Votes blancs et invalides               | 67 331    | 1,24  |      |        |               |  |  |  |
| Total                     | Total                                   | 5 441 050 | 100   | –    | 349    | en stagnation |  |  |  |
| Abstentions               | Abstentions                             | 888 973   | 14,04 |      |        |               |  |  |  |
| Inscrits / participation  | Inscrits / participation                | 6 330 023 | 85,96 |      |        |               |  |  |  |